# Gonçalo Coelho
Gonçalo Coelho (Firenze, ... – Siviglia, ...; fl. 1501-1504) è stato un esploratore portoghese appartenente a un'importante famiglia del Portogallo settentrionale. Comandò due spedizioni (1501–1502 e 1503–1504) che esplorarono buona parte della costa del Brasile.

## Biografia

### Primo viaggio
Nel 1501 Coelho fu inviato in una spedizione che seguì la scoperta del Brasile effettuata da Pedro Álvares Cabral. Il 10 maggio salpò da Lisbona col titolo di "Capitano 
Generale" di tre caravelle. Del suo equipaggio faceva parte un fiorentino di Siviglia, Amerigo Vespucci. Il 17 agosto la sua spedizione approdò al largo della costa brasiliana alla latitudine di 5° S. La flotta proseguì verso sud, raggiungendo la baia di Guanabara (23° S) il capodanno del 1502, dandole il nome di "Rio de Janeiro". Navigarono altri due gradi a sud (fino all'attuale Cananéia) prima di lasciare il Brasile il 13 febbraio 1502. Se vogliamo credere alle affermazioni di Amerigo Vespucci, la spedizione raggiunse la latitudine di 52º S, nelle fredde latitudini dell'attuale Patagonia, raggiungendo gli inospitali mari e coste (o isole) prima di fare ritorno, ma è tuttora materia di discussione. Solo una delle tre caravelle fece ritorno a Lisbona, giungendovi il 7 settembre.

### Secondo viaggio
Coelho ripartì da Lisbona il 10 maggio 1503, stavolta con sei navi. Di nuovo Vespucci lo accompagnò, stavolta come capitano di una delle navi. Dopo aver fatto scalo alle isole di Capo Verde le navi giunsero ad "un'isola in mezzo al mare" (probabilmente Fernando de Noronha) dove la nave ammiraglia colpì il fondale e naufragò il 10 agosto. Tutti gli uomini si salvarono e furono trasferiti sulla nave di Vespucci. Trovarono un porto dove si incontrarono con un'altra nave della flotta. Salparono per il Brasile, arrivando a novembre in una baia che chiamarono "Todos os Santos" (oggi Baía de Todos-os-Santos). Dopo aver aspettato invano il resto della flotta, ripartirono verso sud diretti ad un'altra baia dove rimasero cinque mesi, costruendo una fortificazione e caricando legname. Lasciarono 24 uomini nella fortezza per preparare altro legname e salparono per Lisbona, dove giunsero il 28 giugno 1504.